# 达马索布瓦
达马索布瓦（法語：Damas-aux-Bois）是法国洛林大区孚日省的一个市镇，属于埃皮纳勒区和沙尔姆县。该市镇2009年时的人口为268人。

## 人口
达马索布瓦人口变化图示
| 数据来源：INSEE |